# Inventor of Evil
Inventor of Evil (с англ. — «Создатель зла») — девятый студийный альбом немецкой трэш-метал-группы Destruction, выпущенный 22 августа в Европе на лейбле AFM Records и 25 октября в Северной Америке на лейбле Candlelight Records.

## Об альбоме
В 2004 году у Destruction закончился контракт с лейблом Nuclear Blast, на котором группа выпустила три предыдущих альбома, и музыканты начали поиск нового лейбла. Во второй половине того же года началась работа над новым студийным альбомом. В декабре группа сообщила, что у неё написано две трети материала для альбома, и в январе/феврале 2005 года они планируют войти в студию для записи треков. В самом начале 2005 года коллектив заключил сделку с лейблом AFM Records.
В марте 2005 года сообщалось, что Destruction начали студийную работу с продюсером Петером Тэгтгреном, который по итогу будет отмечен на альбоме в качестве звукоинженера, а также на август была намечана дата выхода новой пластинки. В июне группа представила обложку и раскрыла список приглашённых вокалистов для песни «The Alliance of Hellhoundz», среди которых числятся Пол Ди'Анно, Доро, Мессия Марколин, Бифф Байфорд и Петер Вагнер.. Через месяц был опубликован треклист Inventor of Evil. 
26 августа на официальном сайте коллектива была выложена песня «Soul Collector». 20 сентября группа выпустила музыкальное видео на «The Alliance of Hellhoundz».

## Список композиций
Слова и музыка всех песен — Марсель Ширмер и Майк Зифрингер.
| №                   | Название                     | Длительность |
| ------------------- | ---------------------------- | ------------ |
| 1.                  | «Soul Collector»             | 4:47         |
| 2.                  | «The Defiance Will Remain»   | 4:18         |
| 3.                  | «The Alliance of Hellhoundz» | 5:20         |
| 4.                  | «No Mans Land»               | 4:31         |
| 5.                  | «The Calm Before the Storm»  | 4:59         |
| 6.                  | «The Chosen Ones»            | 5:05         |
| 7.                  | «Dealer of Hostility»        | 4:17         |
| 8.                  | «Under Surveillance»         | 3:39         |
| 9.                  | «Seeds of Hate»              | 6:12         |
| 10.                 | «Twist of Fate»              | 2:56         |
| 11.                 | «Killing Machine»            | 3:30         |
| 12.                 | «Memories of Nothingness»    | 1:01         |
| Общая длительность: | Общая длительность:          | 50:27        |

| №                   | Название                                          | Длительность |
| ------------------- | ------------------------------------------------- | ------------ |
| 13.                 | «We Are the Road Crew» (кавер на Motörhead)       | 2:28         |
| 14.                 | «The Alliance of Hellhoundz» (только вокал Шмира) | 5:20         |
| Общая длительность: | Общая длительность:                               | 58:21        |

| №                   | Название                                      | Длительность |
| ------------------- | --------------------------------------------- | ------------ |
| 13.                 | «Eternal Ban» (перезаписанная версия)         | 3:11         |
| 14.                 | «The Alliance of Hellhoundz» (караоке-версия) | 5:20         |
| Общая длительность: | Общая длительность:                           | 59:04        |

## Участники записи
Destruction
- Марсель Ширмер — вокал, бас-гитара, продюсирование
- Майк Зифрингер — гитара, продюсирование
- Марк Рейгн — ударные, продюсирование